# Blæretang-slægten
Blæretang-slægten (Fucus) er havalger, der er udbredt over det mest af kloden, hvor arterne vokser i tidevandszonen langs kysterne. Blæretang hører til blandt brunalgerne. Det betyder, at den grøne farve fra klorofylet i løvet er skjult af et eller flere farvestoffer, der tilsammen giver den karakteristiske, brune farve. Denne slægt er forsynet med luftfyldte blærer, der holder løvet oprejst i vandet.

## Klassifikation
Slægt: Fucus
- Fucus ceranoides
- Fucus cottoni
- Fucus distichus
- Fucus evanescens
- Fucus gardneri
- Fucus serratus
- Fucus spiralis
- Fucus vesiculosus (Blæretang)
- Fucus virsoides